# Autoroute A-80 (Espagne)
Pour les articles homonymes, voir A80.
L'autoroute A-80, appelée aussi Autovía del Sella, est une courte autovia en projet dans les Asturies.
Elle permettra de relier Ribadesella (A-8) à Cangas de Onís au nord-ouest de l'Espagne. 

C'est un axe de communication qui permettra de désenclaver Cangas de Onís. 

## Tracé
- L'A-80 va débuter au sud de Ribadesella où elle va croiser l'A-8 (Bilbao - Baamonde).
- Elle poursuit son chemin vers le sud jusqu'à Cangas de Onís.

## Référence
- Nomenclature